# Indore (stad)
Indore is een van de twee grootste steden van de Indiase staat Madhya Pradesh. De stad is gelegen in de historische regio Malwa en is het zakelijke hart van Madhya Pradesh. De stad is gesitueerd op het Malwa-plateau, net ten noorden van het Satpuragebergte. Indore is het bestuurlijke centrum van het gelijknamige district Indore en tijdens de volkstelling van 2001 woonden er 1.597.441 mensen, waarmee het iets groter was dan de hoofdstad van Madhya Pradesh; Bhopal.

## Geschiedenis
De stad was tot 1947 de hoofdstad van Malwa en van de Maharadja's van Indore. Zij bouwden er de paleizen Lal Bagh en het moderne Manik Bagh. Dit laatste is zetel van de administratie van de belastingen geworden.

## Economie
Indore is een van de belangrijkste industriesteden van India, onder andere Hindustan Motors, Eicher, Bajaj, Bridgestone en L&T zijn er gevestigd.

## Bekende inwoners van Indore

### Geboren
- Yeshwant Rao Holkar II (1908-1961), Maharadja
- Johnny Walker (1926-2003), acteur
- Lata Mangeshkar (1929-2022), zangeres (de Nachtegaal van India)
- Jyotindra Jain (1943), hoogleraar kunstgeschiedenis en cultuurgeschiedenis en museologie
- Salman Khan (1965), acteur, producent en televisiepresentator
- Inder Kumar (1973-2017), acteur

## Galerij

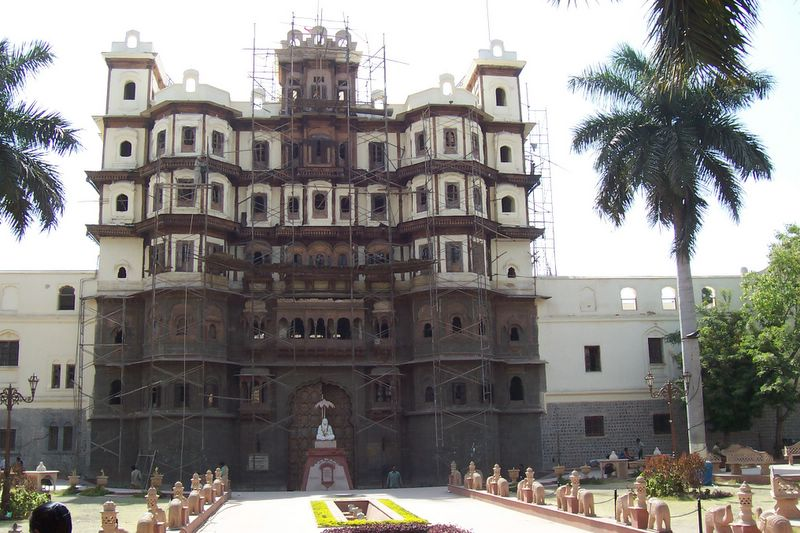
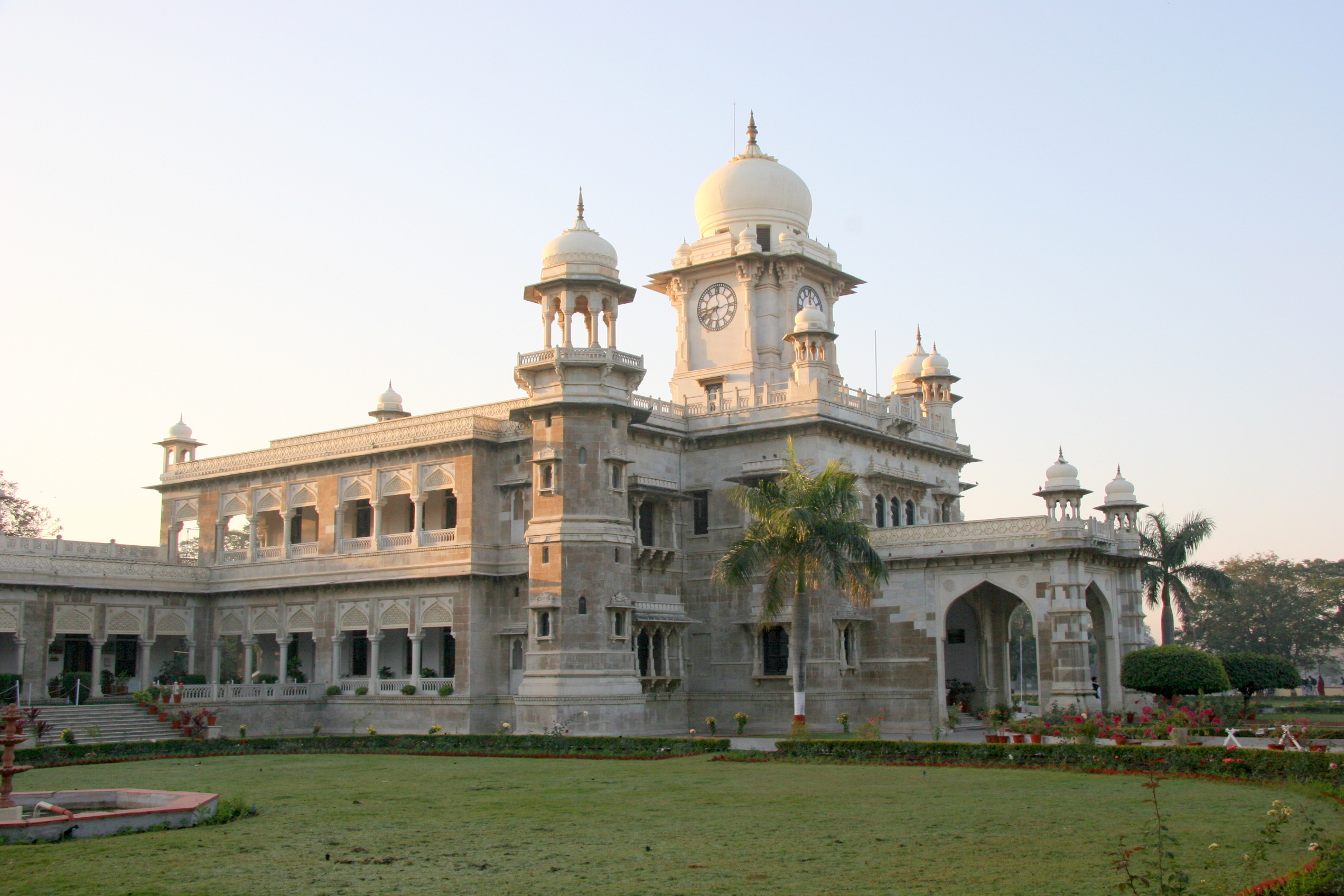
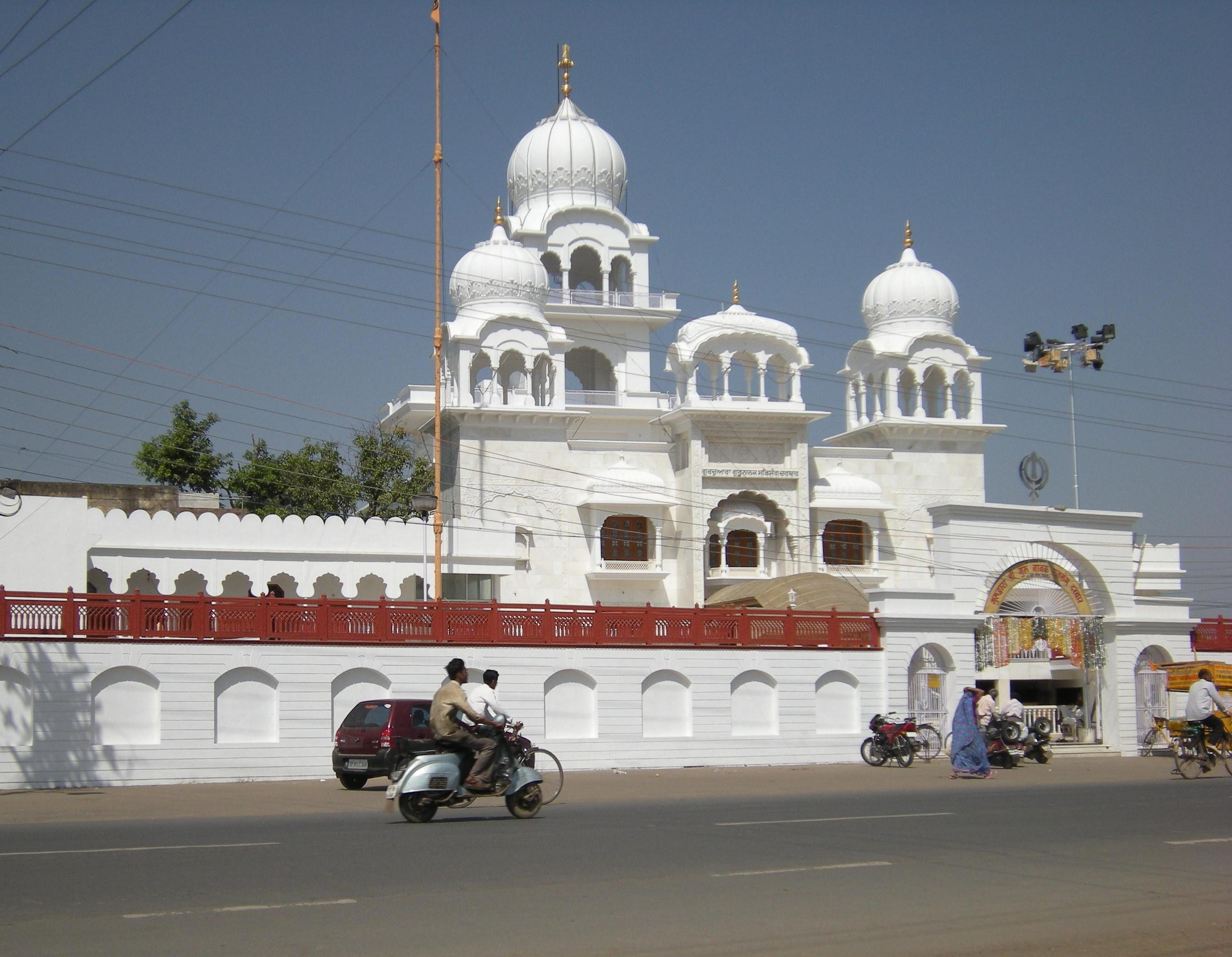
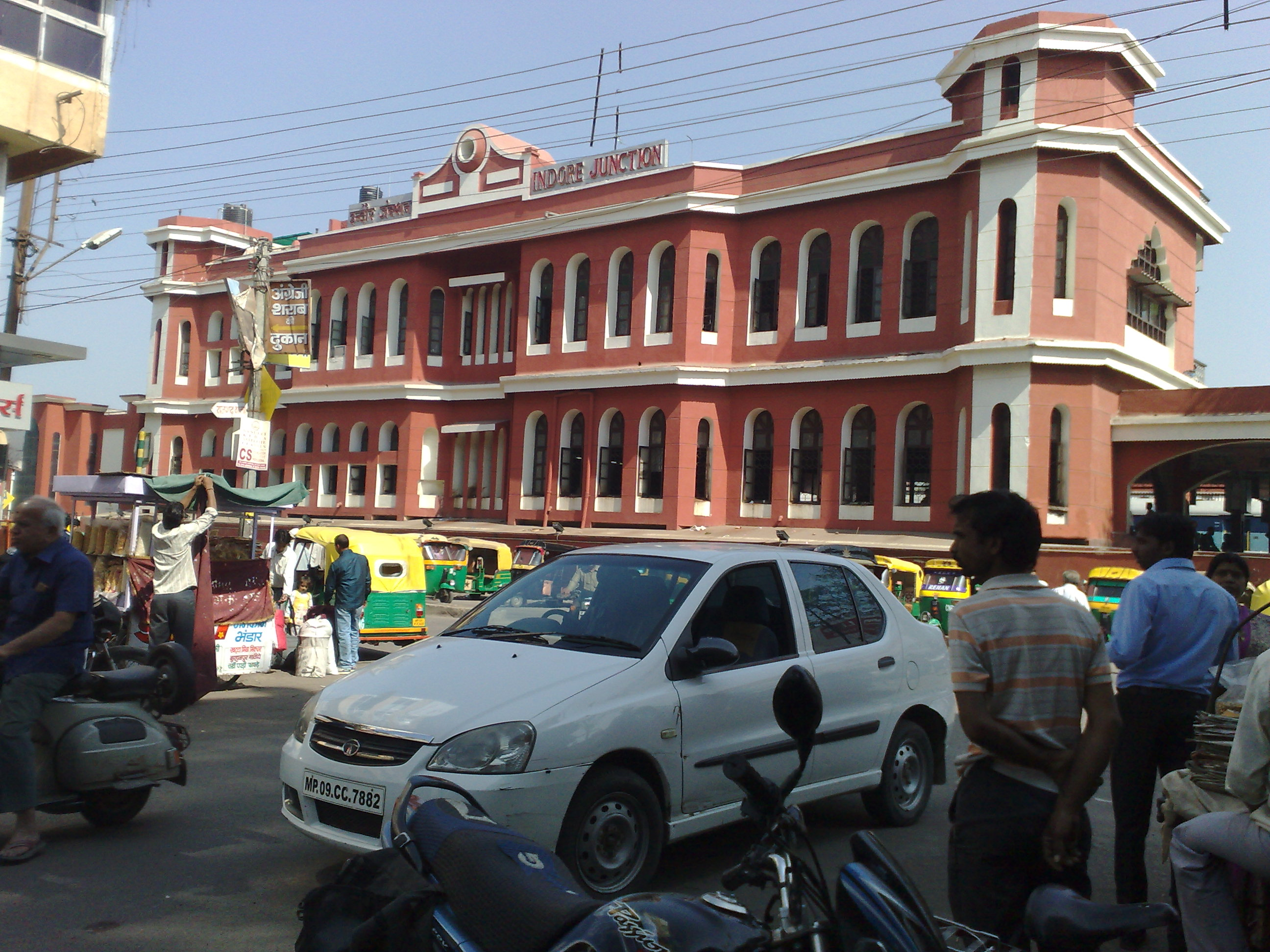
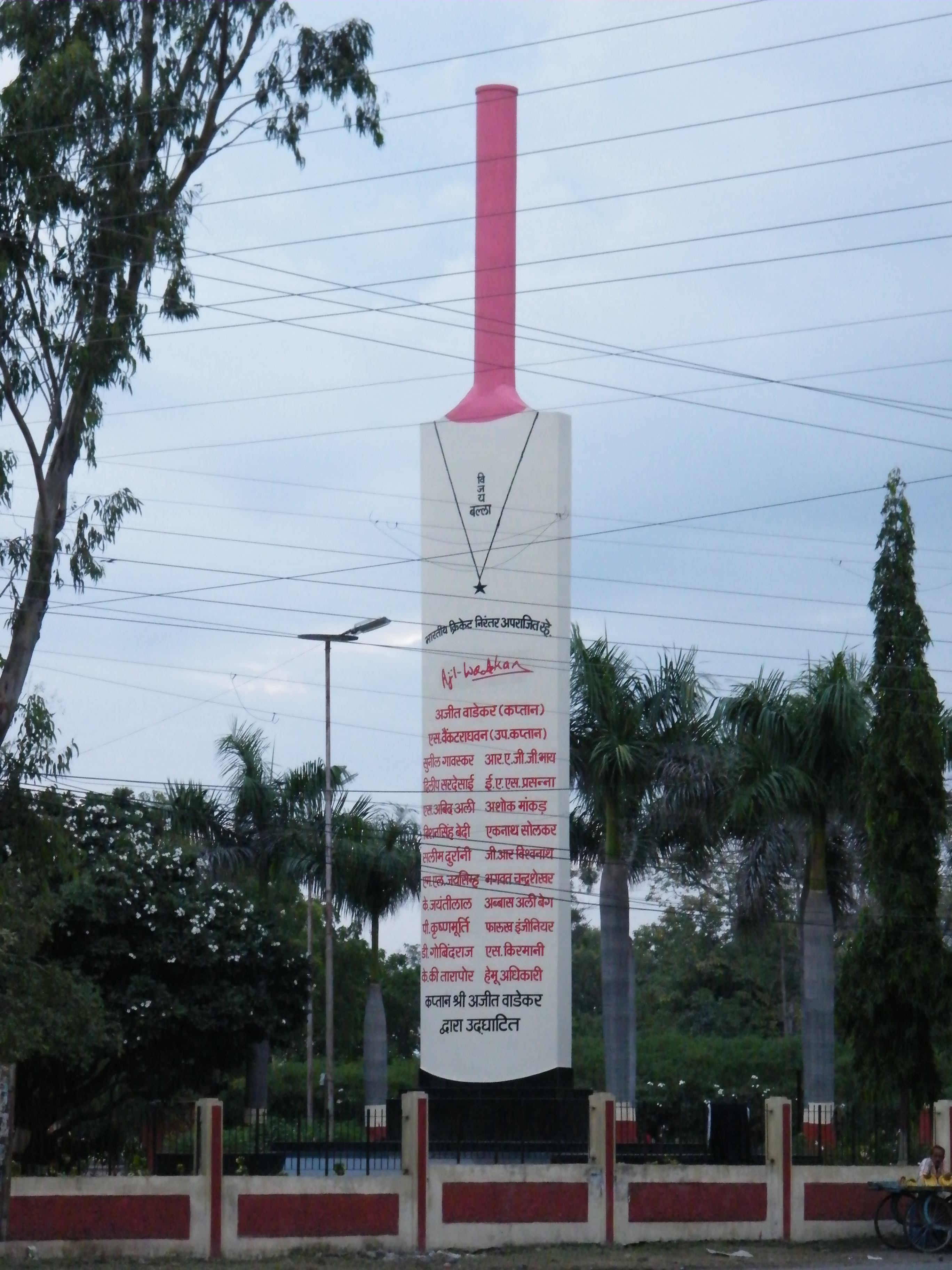
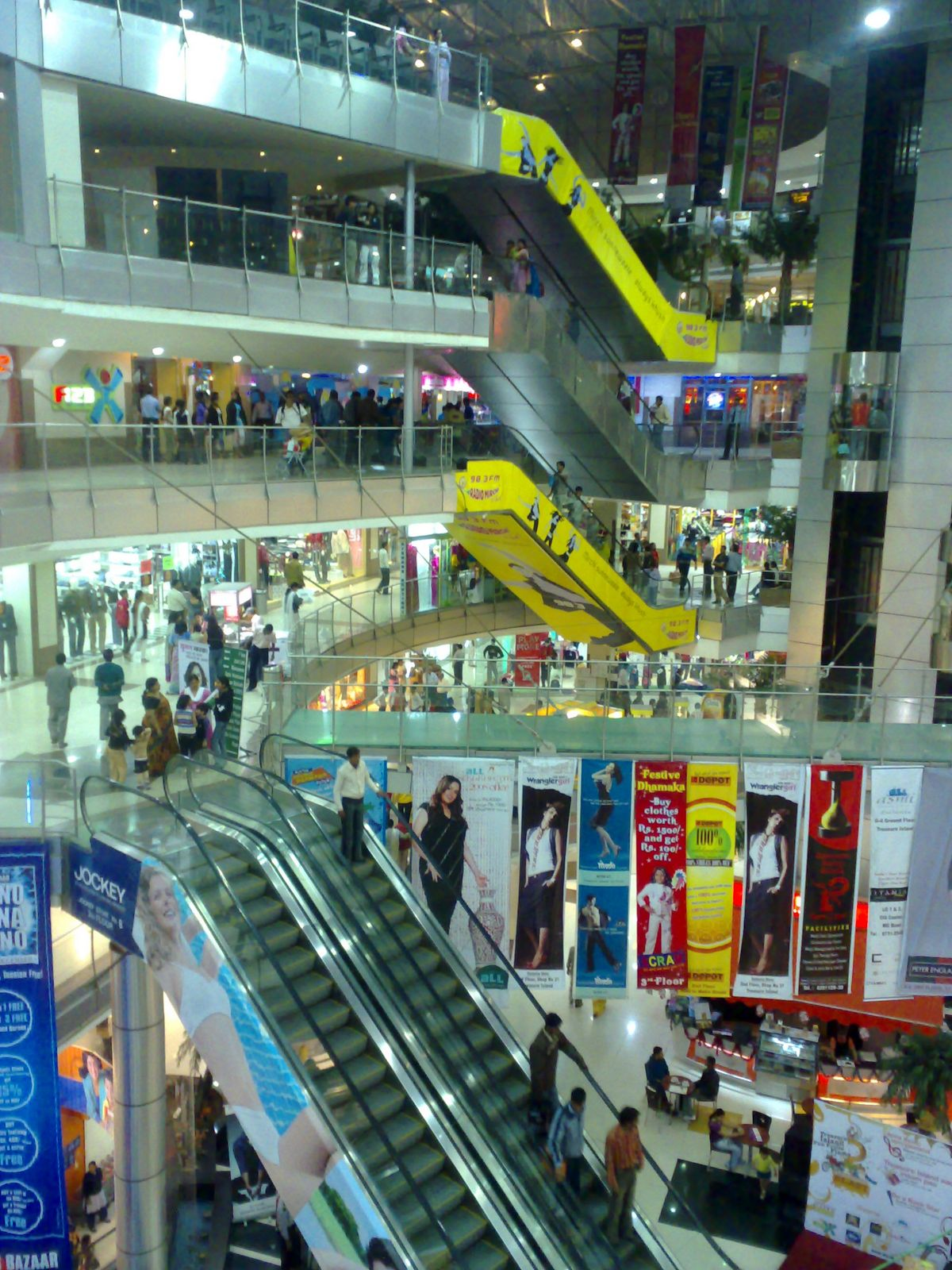
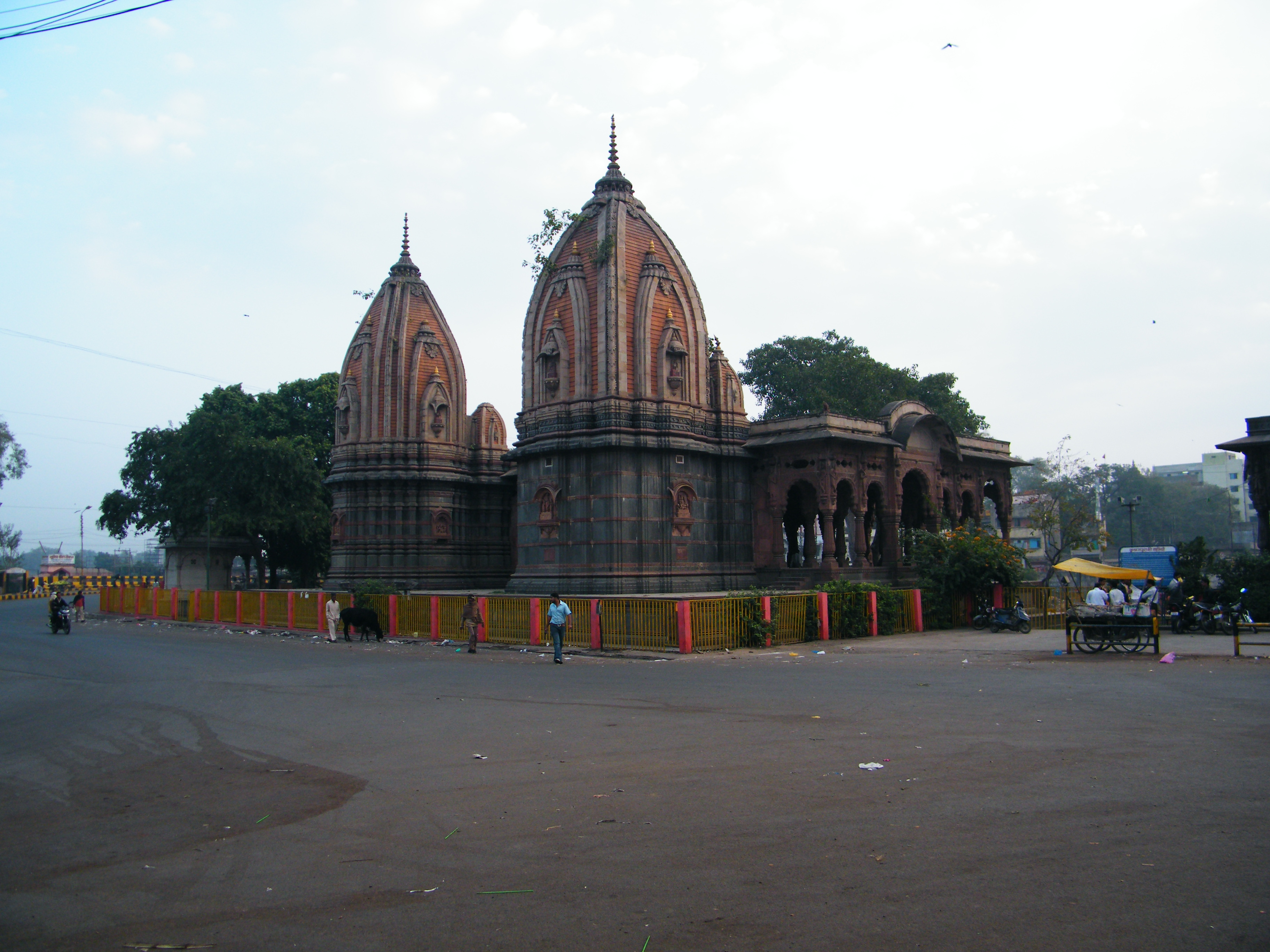